# Арка на Сергиите
Арката на Сергиите (на латински: Arcus Sergii; на хърватски: Slavoluk Sergijevaca) е древноримска триумфална арка в Пула, Хърватия.
Високата 8 метра арка е построена след битката при Акциум около 30 пр.н.е. от Салвия Постума Сергия с частни средства като паметник за нейните 3 братя от рода Сергии.
През тази врата е минавал пътят Виа Флавия от Аквилея и Триест към площада на форума. В къща до арката през 1904-1905 г. е живял ирландският писател Джеймс Джойс, работил в Пула като учител по английски.